# Carlo Giuseppe di Lorena
Carlo Giuseppe Giovanni Antonio Ignazio Felice di Lorena, conosciuto anche come Carlo III come vescovo di Olomouc e Osnabrück, arcivescovo e principe elettore di Treviri (Vienna, 24 novembre 1680 – Vienna, 4 dicembre 1715), era il secondo figlio di Carlo V di Lorena.

## Biografia
Nel 1694 fu eletto vescovo di Olomouc e nel 1698 principe-vescovo di Osnabrück (1698–1715), fatto per il quale venne candidato all'Elettorato palatino, opposto al Brandeburgo e, a seguito di molte controversie e come accompagnamento all'enorme pagamento per il capitolo di Treviri, il 24 settembre 1710 Carlo Giuseppe fu eletto arcivescovo metropolita di Treviri, una posizione politica di notevole importanza nel Sacro Romano Impero. Già nel 1711, fu in grado di utilizzare i propri diritti elettorali nell'elezione di Carlo VI d'Asburgo. Egli partecipò ai negoziati che portarono alla fine della Guerra di successione spagnola, e vinse nella pretesa che le forze occupanti francesi abbandonassero l'arcivescovato (1714). Carlo Giuseppe morì di vaiolo durante una visita a Vienna.

## Ascendenza
|                          |                         |                           | Genitori                  |  |  | Nonni |  |  | Bisnonni               |  |  | Trisnonni           |  |
|                          |                         |                           |                           |  |  |       |  |  | Francesco II di Lorena |  |  | Carlo III di Lorena |  |
|                          |                         |                           |                           |  |  |       |  |  | Francesco II di Lorena |  |  | Carlo III di Lorena |  |
|                          |                         | Claudia di Valois         |                           |  |  |       |  |  | Francesco II di Lorena |  |  |                     |  |
| Nicola II di Lorena      |                         |                           |                           |  |  |       |  |  | Francesco II di Lorena |  |  |                     |  |
|                          |                         | Cristina di Salm          | Paolo di Salm             |  |  |       |  |  |                        |  |  |                     |  |
|                          |                         | Cristina di Salm          | Paolo di Salm             |  |  |       |  |  |                        |  |  |                     |  |
|                          |                         | Cristina di Salm          | Maria Le Veneur           |  |  |       |  |  |                        |  |  |                     |  |
| Carlo V di Lorena        |                         | Cristina di Salm          |                           |  |  |       |  |  |                        |  |  |                     |  |
|                          |                         | Enrico II di Lorena       | Carlo III di Lorena       |  |  |       |  |  |                        |  |  |                     |  |
|                          |                         | Enrico II di Lorena       | Carlo III di Lorena       |  |  |       |  |  |                        |  |  |                     |  |
|                          |                         | Enrico II di Lorena       | Claudia di Valois         |  |  |       |  |  |                        |  |  |                     |  |
| Claudia di Lorena        |                         | Enrico II di Lorena       |                           |  |  |       |  |  |                        |  |  |                     |  |
|                          |                         | Margherita Gonzaga        | Vincenzo I Gonzaga        |  |  |       |  |  |                        |  |  |                     |  |
|                          |                         | Margherita Gonzaga        | Vincenzo I Gonzaga        |  |  |       |  |  |                        |  |  |                     |  |
|                          |                         | Margherita Gonzaga        | Eleonora de' Medici       |  |  |       |  |  |                        |  |  |                     |  |
| Carlo Giuseppe di Lorena |                         | Margherita Gonzaga        |                           |  |  |       |  |  |                        |  |  |                     |  |
|                          | Ferdinando II d'Asburgo | Carlo II d'Austria        |                           |  |  |       |  |  |                        |  |  |                     |  |
|                          | Ferdinando II d'Asburgo | Carlo II d'Austria        |                           |  |  |       |  |  |                        |  |  |                     |  |
|                          | Ferdinando II d'Asburgo | Maria Anna di Wittelsbach |                           |  |  |       |  |  |                        |  |  |                     |  |
| Ferdinando III d'Asburgo | Ferdinando II d'Asburgo |                           |                           |  |  |       |  |  |                        |  |  |                     |  |
|                          |                         | Maria Anna di Baviera     | Guglielmo V di Baviera    |  |  |       |  |  |                        |  |  |                     |  |
|                          |                         | Maria Anna di Baviera     | Guglielmo V di Baviera    |  |  |       |  |  |                        |  |  |                     |  |
|                          |                         | Maria Anna di Baviera     | Renata di Lorena          |  |  |       |  |  |                        |  |  |                     |  |
| Eleonora d'Austria       |                         | Maria Anna di Baviera     |                           |  |  |       |  |  |                        |  |  |                     |  |
|                          |                         | Carlo di Gonzaga-Nevers   | Carlo I di Gonzaga-Nevers |  |  |       |  |  |                        |  |  |                     |  |
|                          |                         | Carlo di Gonzaga-Nevers   | Carlo I di Gonzaga-Nevers |  |  |       |  |  |                        |  |  |                     |  |
|                          |                         | Carlo di Gonzaga-Nevers   | Caterina di Lorena        |  |  |       |  |  |                        |  |  |                     |  |
| Eleonora Gonzaga-Nevers  |                         | Carlo di Gonzaga-Nevers   |                           |  |  |       |  |  |                        |  |  |                     |  |
|                          |                         | Maria Gonzaga             | Francesco IV Gonzaga      |  |  |       |  |  |                        |  |  |                     |  |
|                          |                         | Maria Gonzaga             | Francesco IV Gonzaga      |  |  |       |  |  |                        |  |  |                     |  |
|                          |                         | Maria Gonzaga             | Margherita di Savoia      |  |  |       |  |  |                        |  |  |                     |  |
|                          |                         | Maria Gonzaga             |                           |  |  |       |  |  |                        |  |  |                     |  |

## Stemma
| Immagine | Blasonatura                                              |
| -------- | -------------------------------------------------------- |
| \| \|    | Carlo Giuseppe di Lorena Principe-Arcivescovo di Treviri |
|          |                                                          |